# Сосково
Соско́во — село в Орловской области России, административный центр Сосковского района и Сосковского сельского поселения.
Население — 1794 чел. (2010).

## Физико-географическая характеристика
Село Сосково расположено у истока реки Ширь (приток Кромы) в центре Восточно-Европейской равнины на Среднерусской возвышенности в 63 км к юго-западу от Орла.

### Время
Село Сосково, как и вся Орловская область, находится в часовой зоне МСК (московское время). Смещение применяемого времени относительно UTC составляет +3:00. Время в селе Сосково опережает географическое поясное время на один час.

### Климат
Сосково находится в умеренно—континентальном климате (в классификации Кёппена — Dfb), который зависит от северо-западных океанических и восточных континентальных масс воздуха, взаимодействующих между собой. Зима умеренно прохладная, периодически похолодания меняются оттепелями. Лето неустойчивое, со сменяющимися периодами сильной жары и более прохладной погоды.
Атмосферные осадки выпадают в умеренном количестве. По месяцам осадки распределяются неравномерно, наибольшее их количество выпадает в летнее время. Увлажнение достаточное.
| Показатель                    | Янв. | Фев. | Март | Апр. | Май  | Июнь | Июль | Авг. | Сен. | Окт. | Нояб. | Дек. | Год  |
| ----------------------------- | ---- | ---- | ---- | ---- | ---- | ---- | ---- | ---- | ---- | ---- | ----- | ---- | ---- |
| Средний суточный максимум, °C | −4,7 | −3,9 | 1,8  | 12,1 | 18,6 | 21,8 | 24,3 | 23,4 | 17,2 | 9,7  | 2,7   | −1,7 | 10,1 |
| Средняя температура, °C       | −6,7 | −6,3 | −1,6 | 7,4  | 14   | 17,6 | 20,2 | 19   | 13,2 | 6,7  | 0,6   | −3,6 | 6,7  |
| Средний суточный минимум, °C  | −9,1 | −9,2 | −5,4 | 2    | 8,5  | 12,4 | 15,3 | 14,1 | 9,2  | 3,6  | −1,5  | −5,7 | 2,8  |
| Норма осадков, мм             | 49   | 44   | 45   | 51   | 62   | 71   | 87   | 64   | 61   | 61   | 50    | 50   | 695  |
| Источник: Climate-data.org    |      |      |      |      |      |      |      |      |      |      |       |      |      |

## История
Церковь в селе Щир (Сосково) во имя святого Николая Чудотворца впервые упоминалась в ведомостях Орловской епархии за 1734 год. Новый каменный храм с колокольней был построен усердием прихожан в 1810 году. В конце 1920-х были разрушены купола и колокольни. Прочные стены храма были оставлены, на них надстроили новую крышу и здесь разместились органы управления советской власти.
В 1861 году село становится центром Сосковской волости Кромского уезда Орловской губернии (до 1922).
С 1922 по 1928 год — в Орловском уезде Орловской губернии.
С 18 января 1935 года село Сосково — центр Сосковского района Курской области, с 1937 года — Орловской области.
В разные годы входило в состав Урицкого района.
С 1 января 2006 года Сосково также является центром Сосковского сельского поселения, объединяющего 11 населённых пунктов.

## Население
| 1939 | 1959 | 1989  | 2002  | 2010  |
| ---- | ---- | ----- | ----- | ----- |
| 1282 | ↘576 | ↗1759 | ↗2122 | ↘1794 |

### Национальный состав
По национальному составу население составляют преимущественно русские.

### Конфессиональный состав
Большинство населения считает себя православными. Есть также мусульмане.

## Транспорт
В Сосково сходятся несколько автомобильных дорог регионального значения
- 54К-17 Нарышкино — Сосково
- 54К-129 с. Сосково, ул. Заводская
- 54К-145 с. Сосково, ул. Ленина
- 54К-354 Сосково — Мураевка — Должонки
- 54К-359 Сосково — Волчьи Ямы — Красное Знамя

Расстояния (до почтамтов) по автодорогам от с. Сосково:
| пгт. Нарышкино | 39 км |
| г. Орёл        | 63 км |
| г. Кромы       | 45 км |
| г. Дмитровск   | 51 км |
| с. Шаблыкино   | 24 км |

## Культура и достопримечательности
- Памятник самоходно-артиллерийской установке ИСУ-152.
- Православная церковь во имя Николая Чудотворца.
- Здание бывшей церкви (без куполов) — ныне здание районной администрации и дом культуры.
- Центральный парк. В парке находится памятник солдатам, павшим в Великой Отечественной войне, скульптура сердца и длинная лестница.

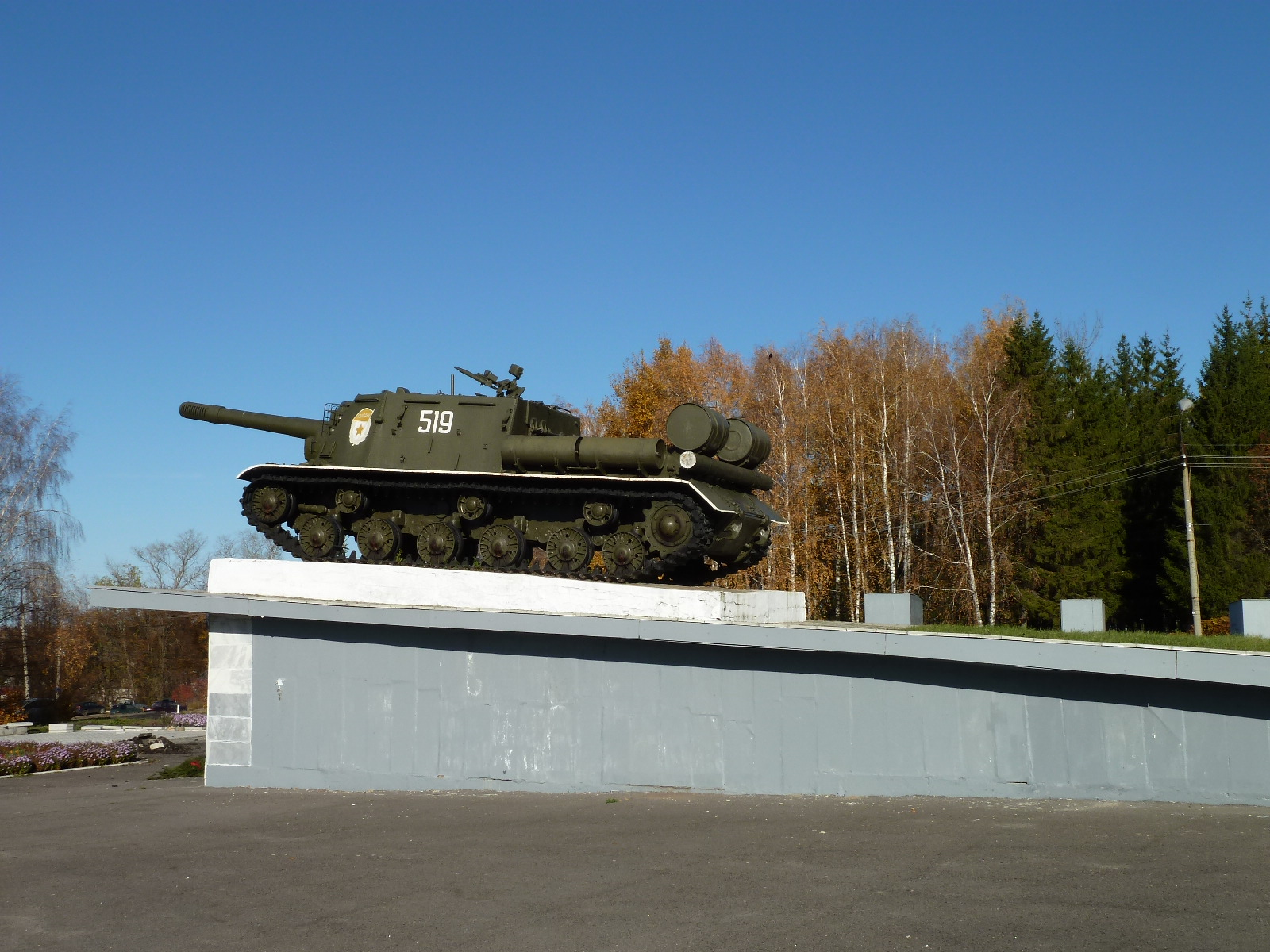
Советская самоходно-артиллерийская установка ИСУ-152
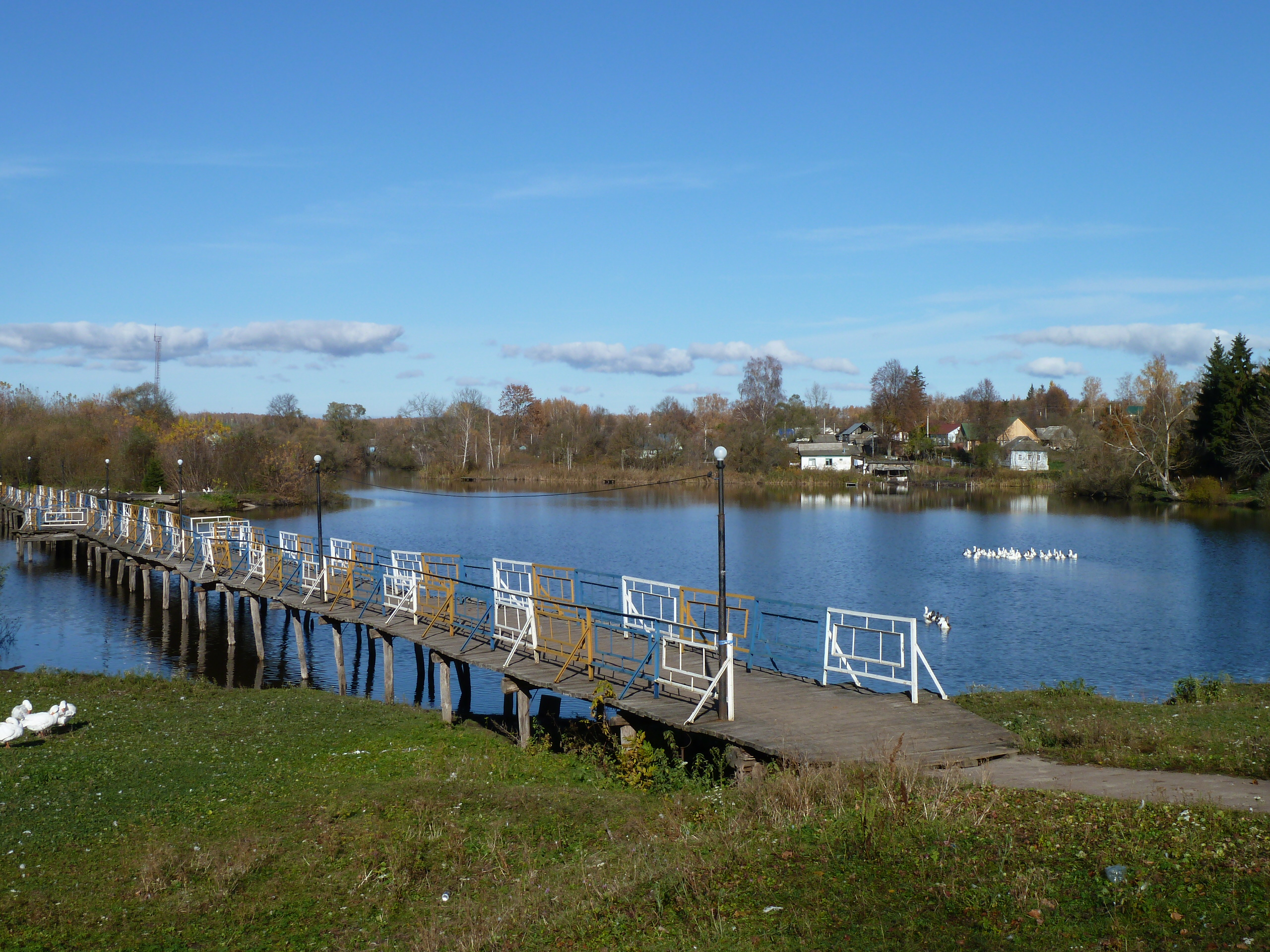
Пруд в центре села
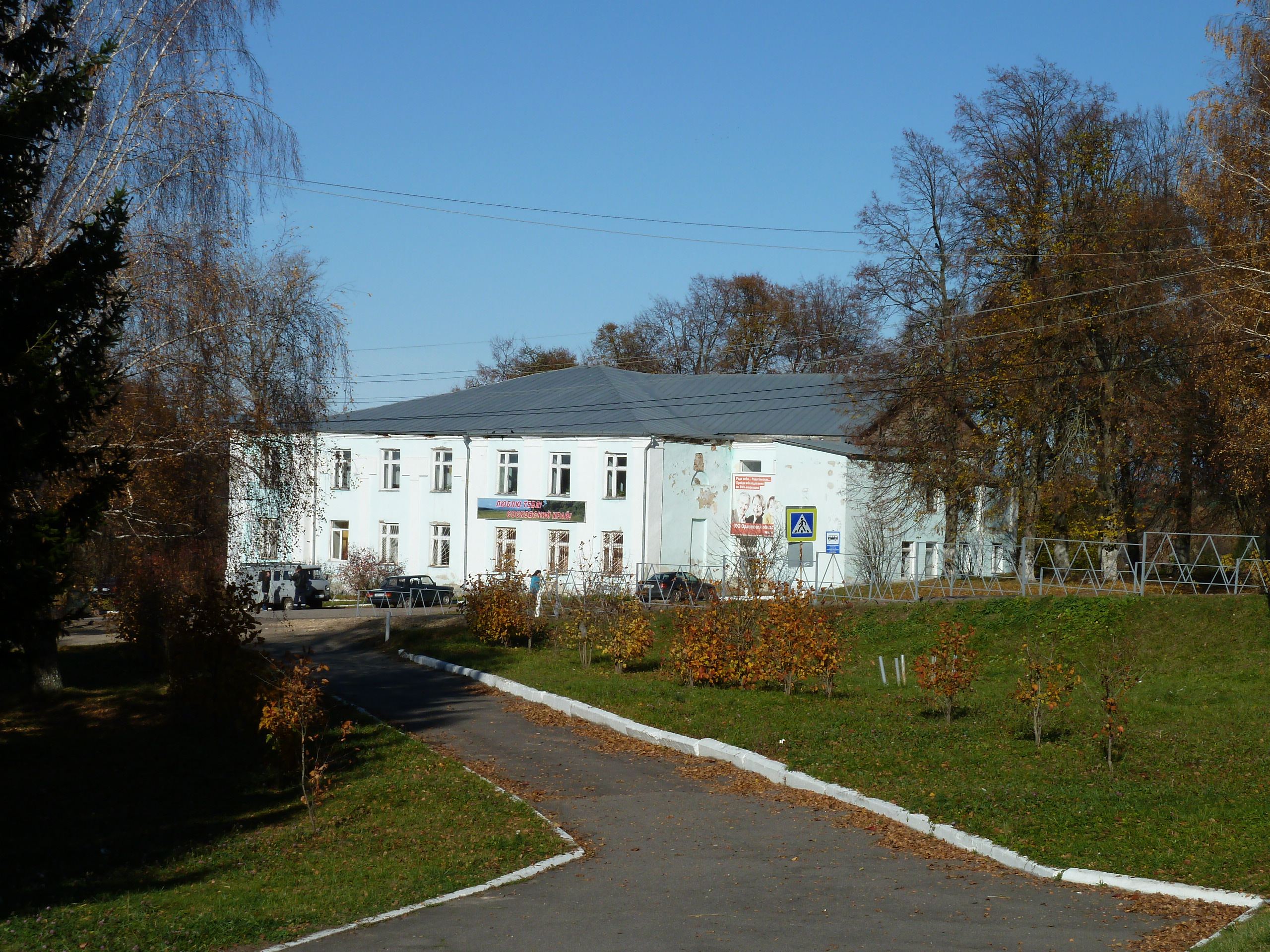
Здание бывшей церкви
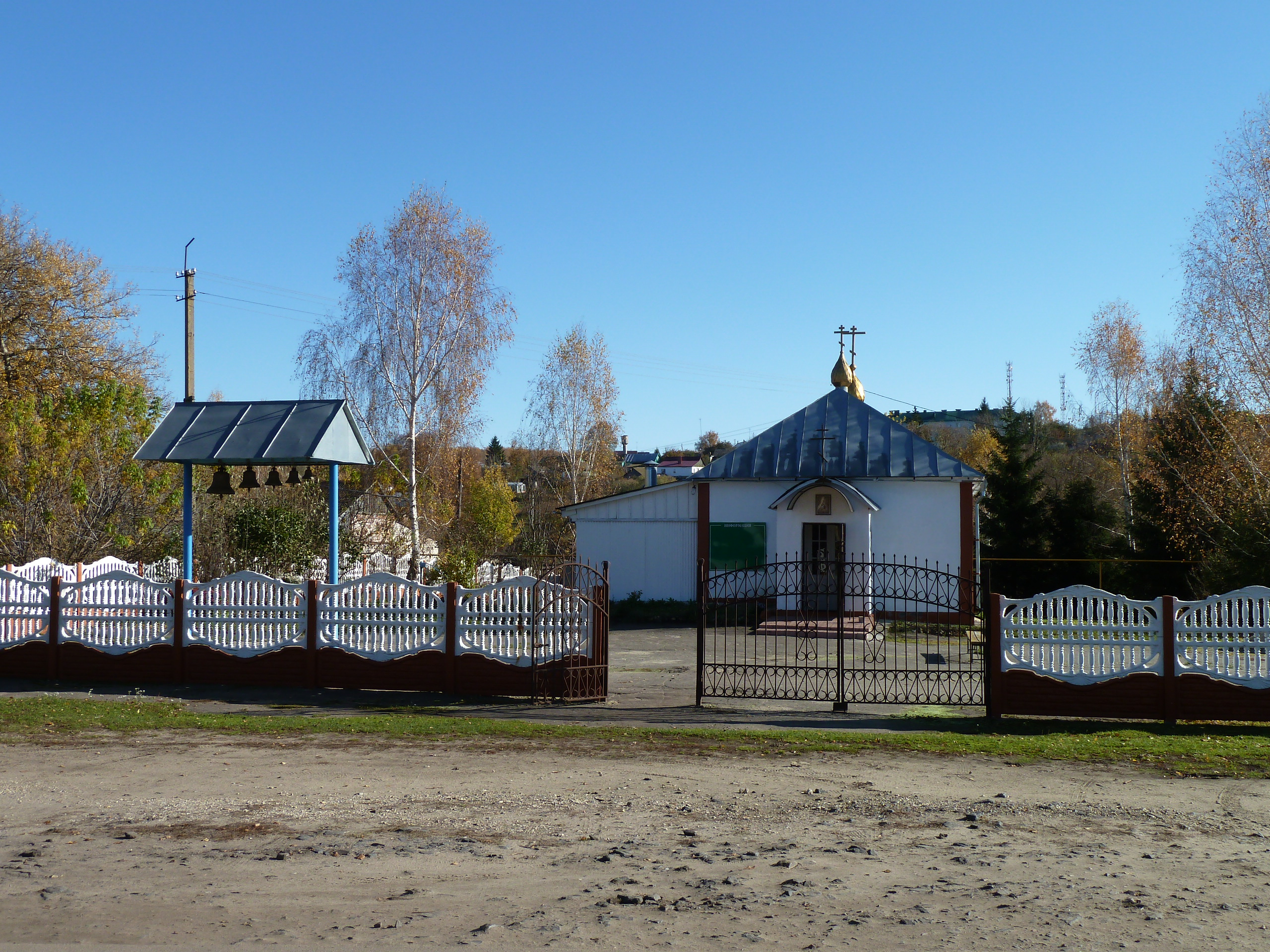
Храм Николая Чудотворца